# Maria av Lusignan
Maria av Lusignan, född 1381, död 4 september 1404, var en drottning av Neapel, gift med kung Vladislav av Neapel.
Hon var dotter till kung Jakob I av Cypern och Helvis av Braunschweig-Grubenhagen. 
Hon gifte sig 1403 med kung Vladislav av Neapel. Äktenskapet arrangerades med godkännande av påven. Maria hade en stor hemgift, och Vladislavs, om hade tagit ut skilsmässa från sina förra maka, behövde en tronarvinge. 
Maria avled barnlös. 